# Calenda Maia
Calenda Maia es un grupo de música medieval y teatro, procedente de Chile.

## Historia
Calenda Maia fue fundado en mayo de 1988 por Italo Fuentes Bardelli y Jorge Matamala. Su primer concierto lo realizaron en el Colegio Teresiano de Ossó. En verano de 1989 viajan por primera vez fuera del país a Mendoza. Desde mayo de 1994 trabajan como cofradía, lo que significó un mayor compromiso como comunidad, así como el nacimiento de sus personajes. Con ello además se dio paso a la formación de distintos oficios como carpintería y lutería, sastrería, batanería, y se iniciaron los talleres de investigación histórica iconográfica y literario-musical.
Calenda Maia ha realizado presentaciones a lo largo y ancho de Chile, incluyendo Isla de Pascua y Punta Arenas. En el plano internacional han tenido giras por diversos países de Europa y América, entre los que se pueden contar:Italia, Alemania, Francia, España, EE. UU. Bolivia, Perú y Argentina. Junto a sus 4 producciones musicales, cuenta también con dos producciones audiovisuales Vinum 2008 e In Via...un caminos de 25 años 2013 en conmemoración a sus veinticinco años de trayectoria artística.

## Miembros
- Jorge Matamala - flauta dulce sopranino, contralto y tenor; flauta irlandesa; flauta traversa; cromorno; rebeca; arpa; gaita; flauta de una mano; psalterio frotado; giga; flauta de pan; coros (desde 1988 hasta hoy)
- Italo Fuentes Bardelli - darabukka, caja, pandero, tromba marina, psalterio percutido, voz recitada y coros (desde 1988 hasta hoy)
- Francisca Márquez - actriz, Flauta dulce tenor, busina, darabukka, campanas, mazos, voz , coros, dirección escénica (desde 1989 hasta hoy)
- Ricardo Quiroga - actor, Pandereta, palmas, mazos, voz, coros (desde 1989 hasta hoy)
- Miriam Gusella - Órgano portativo, sanfónia (viela de rueda), psalterio frotado, dulcimer, busina, carillón, voz y coros (desde 1991 hasta hoy)
- Rafael Egaña - bombo, castañuelas, voz y coros (desde 1992 hasta hoy)
- Tata Barahona - Flauta dulce sopranino, soprano, contralto, tenor; gaita gallega; fídula; cítola; tiple; psalterio; saz; voz y coros (desde 1992 hasta hoy)
- Leonardo Mellado - Guitarra sarracena; shawn; darabukkas; flautas dulces sopranino, soprano y contralto; psalterio; cítola; nacarios; Saz; tiple; voz y coros (desde 1995 hasta hoy)
- Daniela Ropert, actriz y cantante (desde 2017 hasta hoy)

### Miembros pasados
- Francisco Matamala - (desde 1989 hasta 1991)
- Sergio Contreras - (desde 1989 hasta 1991)
- Pedro Espinoza - (desde 1989 hasta 1991)
- Katalin Karakay - (desde 1989 hasta 1991)
- Pamela Barake - (desde 1989 hasta 1991)
- Carlos Boltes - (desde 1991 hasta 1994)
- Mario del Solar - (desde 1991 hasta 1994)
- Cristian Serrano - (desde 1994 hasta 1995)
- Nora Miranda - (desde 1993 hasta 1999)
- Pamela Flores - (desde 2000 hasta 2000)
- Rosario Abarzúa (desde 2001 hasta 2016)

## Discografía

### Álbumes
- Nada te turbe - 1992
- Calenda Maia - 1995
- Tempus Calenda Maia - 2000
- Vinum:Rito y Fiesta / Calenda Maia - 2007